# پادشاه مد (فیلم)
پادشاه مد ( کره‌ای: 패션왕; لاتین‌نویسی اصلاح‌شده: Paesyeonwang) فیلمی ساخته شده از کره جنوبی در سال ۲۰۱۴ است که به طرز طنز آمیز ، سن بلوغ یک دانش آموز دبیرستانی را به تصویر می کشد ، او در حالی به بزرگسالی وارد می‌شود که با علاقه شدید طراحی مد را پی می‌گیرد.    
این فیلم اقتباسی از مجموعه محبوب وب سلون مد کینگ است که توسط کیان ۸۴ نوشته شده است ،(نام واقعی او کیم هی مین است) از ۵ می ۲۰۱۱ تا ۶ ژوئن ۲۰۱۳ در ناور منتشر شده و چهار میلیون بازدید داشته است. 

## خلاصه فیلم
وو کی میونگ ، یک دانش آموز کاملاً معمولی دبیرستانی،به هوی جین ،زیباترین و محبوب ترین دختر کلاس علاقه دارد. بنابراین برای به دست آوردن قلب او ، تصمیم می گیرد که خود را تغییر دهد و به جالب‌ترین و شیک پوش ترین شخص جهان تبدیل شود. همانطور که مربی وی ،نام جانگ، او را به دنیای مد معرفی می کند ، کی میونگ متوجه می‌شود که با وون هو ، سخت ترین رقیب مدرسه‌اش ، وارد رقابت می شود. در همین حال ، او متوجه یون-جین نمی‌شود ، که مخفیانه به او علاقه دارد.

## عوامل
- جو وون به عنوان وو کی میونگ
- چوی جین ری به عنوان کواک یون جین
- آهان جه هیون به عنوان کیم وون هو
- پارک سه جوان به عنوان Park Hye-jin
- کیم سونگ اوه به عنوان کیم نم جونگ [۶]